# Hemigrammus stictus
Hemigrammus stictus är en fiskart som först beskrevs av Durbin, 1909.  Hemigrammus stictus ingår i släktet Hemigrammus och familjen Characidae. Inga underarter finns listade i Catalogue of Life.